# Oneirodes dicromischus
Oneirodes dicromischus är en fiskart som beskrevs av Pietsch, 1974. Oneirodes dicromischus ingår i släktet Oneirodes och familjen Oneirodidae. Inga underarter finns listade i Catalogue of Life.